# Incertidumbre de calibración
El término incertidumbre de calibración, normalmente se refiere a la fuente de incertidumbre procedente del Instrumento de medición o bien del patrón de medida.

## Cálculo de incertidumbre de calibración de un instrumento
Para indicar el cálculo de la incertidumbre de un instrumento de medida a través de su calibración, se deben considerar los siguientes supuestos previos:
1. La fuente principal de incertidumbre es la debida al instrumento de medida. Existen fuentes de incertidumbre aleatorias, tipo A. Se identifican dos tipos de fuentes:
  - Tipo A: Aquellas que pueden estimarse a partir de cálculos estadísticos obtenidos de las muestras recogidas en el proceso de medida.
  - Tipo B: Aquellas que únicamente están basadas en la experiencia o en otras informaciones.
2. La única componente de incertidumbre tipo B es la debida al patrón, porque se considera que en las condiciones que se efectúan las medidas en los laboratorios, las otras incertidumbres tipo B son de orden inferior a las de tipo A. En caso contrario se sumarían las varianzas.
3. El instrumento se emplea para medir en condiciones análogas a las que se calibra.

El proceso a seguir para la calibración en un punto de la escala de medida consiste en:
1. Medir nc veces el patrón de valor e incertidumbre conocidos.
2. Calcular los estimadores estadísticos xc y sxc2.
3. Corregir la desviación sistemática al nominal.
4. Calcular el valor de la incertidumbre de dicha corrección.